# Rupert Timpl
Rupert Timpl (* 4. März 1936 in Iglau; † 20. Oktober 2003 in München) war ein österreichisch-deutscher Biochemiker, der von 1992 bis zu seiner Emeritierung Direktor am Max-Planck-Institut für Biochemie war. Er befasste sich vor allem mit der Biologie und Chemie des Bindegewebes, das fachlich „Matrix“ genannt wird.

## Leben
Timpl promovierte im Jahr 1966 an der Universität Graz, 1967 wurde er Assistent am Department für Immunologie der Universität Wien.
Im Jahr 1969 ging er an die Abteilung von Klaus Kühn am Münchener MPI für Biochemie, wo er für den Rest seines Lebens forschte. Im Jahr 1992 wurde er zum Wissenschaftlichen Mitglied der Max-Planck-Gesellschaft berufen. Er leitete am MPI für Biochemie die Abteilung für Proteinchemie.
Als seine „wohl größte Entdeckung“ bezeichnet sein Kollege Jürgen Engel das Basalmembranprotein Laminin, das Timpl gemeinsam mit George Martin von den National Institutes of Health fand. Die erste Veröffentlichung darüber im Jahr 1979 war der Auftakt zu einer heute fast unübersehbaren Literatur zum Laminin. Das Laborjournal nannte ihn in einer Zitationsanalyse den „Patron der deutschen Matrixbiologie“. Timpl war in der Datenbank Highly Cited Researcher des Institute of Scientific Information (ISI) als einer der 250 meistzitierten Wissenschaftler in den beiden Kategorien „Molecular Biology and Genetics“ und „Biology and Biochemistry“ eingetragen.
Timpl war Mitglied der Sudetendeutschen Akademie der Wissenschaften und Künste. Die „International Society for Matrix Biology“ verleiht heute einen Rupert-Timpl-Preis.

## Auszeichnungen und Preise (Auswahl)
- Max-Planck-Forschungspreis 1991

## Monografien
- Rupert Timpl, Peter Ekblom: The Laminins (Cell Adhesion and Communication Series), London: Taylor & Francis Ltd 1996, ISBN 3-7186-5807-0.
- Rupert Timpl, David H. Rohrbach: Molecular and Cellular Aspects of Basement Membranes, Academic Press Inc 1993, ISBN 0-12-593165-4.
- Morphogenesis: Cellular Interactions: Papers Presented at a Conference Entitled „Morphogenesis: Cellular Interactions“ Held by the New York Academy of … (Annals of the New York Academy of Sciences) von Raul Fleischmajer, Rupert Timpl, und Zena Werb von New York Academy of Sciences (Gebundene Ausgabe – August 1998)
- Morphogenesis: Cellular Interactions (Annals of the New York Academy of Sciences, V. 857) von Raul Fleischmajer, Rupert Timpl, und Zena Werb